# Шептицки
Шептицки (укр. Шептицький) град је Украјини у Лавовској области. Према процени из 2024. у граду је живело 60.799 становника.

## Становништво
Према процени, у граду је 2012. живело 68.246 становника.
| 1979.  | 1989.  | 2001.  | 2012.  |
| ------ | ------ | ------ | ------ |
| 54.921 | 72.047 | 70.568 | 68.246 |